# Jed Steer
Jed John Steer (* 23. September 1992 in Norwich) ist ein englischer Fußballtorhüter. Er wurde in seiner Heimatstadt in der Jugendakademie von Norwich City ausgebildet und wechselte zur Saison 2013/14 zum Erstligisten Aston Villa. Zuvor hatte er in englischen Auswahlmannschaften der Ebenen U-16, U-17 sowie U-19 gestanden und an der U-17-Europameisterschaft 2009 in Deutschland teilgenommen. 

## Sportlicher Werdegang
Steer schloss sich als 9-Jähriger der Jugendakademie von Norwich City an. Dort entwickelte er sich zu einem der besten englischen Torhütertalente, was zu Berufungen in die U-16- und U-17-Auswahlen führte. Vorläufiger Höhepunkt war seine Teilnahme 2009 an der U-17-Europameisterschaftsendrunde, bei der er zwei Partien bestritt (dabei gewann England letztlich nur einen Punkt aus drei Spielen). Als er zu Beginn der Saison 2010/11 in die von Noel Blake betreute U-19 berufen wurde, hatte er in Norwich bereits den Sprung in den Profibereich geschafft. Erste Praxiserfahrungen im Seniorenbereich sammelte er in der folgenden Saison beim Drittligisten Yeovil Town, für den er in einer dreimonatigen Leihphase bis Oktober 2011 vierzehn Pflichtspiele bestritt. Für Norwich absolvierte er nach seiner Rückkehr zwei Partien im FA Cup gegen West Bromwich Albion (2:1) und Leicester City (1:2). Ein Jahr später ließ der sportliche Durchbruch in Norwich weiter auf sich warten, während Steer lediglich bei einer einmonatigen Leihperiode beim Fünftligisten Cambridge United zu Spielpraxis kam. Er entschloss sich daraufhin ein neues Vertragsangebot der „Kanarienvögel“ im Sommer 2013 auszuschlagen und sich stattdessen ablösefrei dem Erstligakonkurrenten Aston Villa anzuschließen – wenngleich die Konkurrenz mit Brad Guzan, Shay Given und Benjamin Siegrist zahlreich vorhanden war.
Während der ersten Spielzeit 2013/14 in Birmingham waren Steers Einsätze in der ersten Mannschaft auf drei Pokalspiele beschränkt. Es folgten in der Saison 2014/15 weitere Ausleihgeschäfte mit Drittligisten, wobei er zunächst für drei Monate bei den Doncaster Rovers und danach erneut bei Yeovil Town aushalf. Ab Februar 2015 war er wieder zurück bei den „Villans“ und am letzten Spieltag debütierte er in der Premier League gegen den bereits als Absteiger feststehenden FC Burnley. Die Partie ging mit 0:1 verloren und war sportlich vor dem Hintergrund, dass Aston Villa in der Woche darauf das Endspiel im FA Cup zu bestreiten hatte, von nachrangiger Bedeutung. In der Saison 2015/16 lieh Aston Villa Steer ein weiteres Mal aus; nun war der Zweitligist Huddersfield Town das Ziel und an eine erste zweimonatige Leihperiode setzte sich nach der Verletzung von Joe Murphy ab Ende November das Engagement fort.
Zu Beginn der Spielzeit 2018/19 wechselte Steer zu einem weiteren Leihverein, wobei sein Engagement beim Drittligisten Charlton Athletic erneut für die Dauer einer gesamten Saison ausgelegt war. Nach 20 Pflichtspielen für Charlton berief ihn die sportliche Leitung von Aston Villa nach dem verletzungsbedingten Ausfall von Stammkeeper Ørjan Nyland vorzeitig zurück. Steer war primär als Ersatz für den kurz zuvor verpflichteten Lovre Kalinić eingeplant. Mitte Februar 2019 musste dieser dann jedoch in der Partie gegen West Bromwich Albion in der Halbzeitpause ausgewechselt werden und Steer begann ab diesem Zeitpunkt eine längere Einsatzserie. Gegen Stoke City stand er eine Woche später in der Anfangsformation und nach guten Leistungen behielt er seine Position auch nach der Rückkehr von Kalinić. Steer hatte maßgeblichen Anteil an der positiven Entwicklung seiner Mannschaft mit zehn siegreichen Partien in Folge und nach dem Erreichen der Play-off-Runde hielt er in deren Halbfinale (erneut gegen West Bromwich Albion) zwei Elfmeter, was wiederum den Einzug ins Finale einbrachte. Das anschließende Endspiel gewann Steer mit Aston Villa mit 2:1 gegen Derby County, womit er in die Premier League aufstieg.